# Lena Hesse

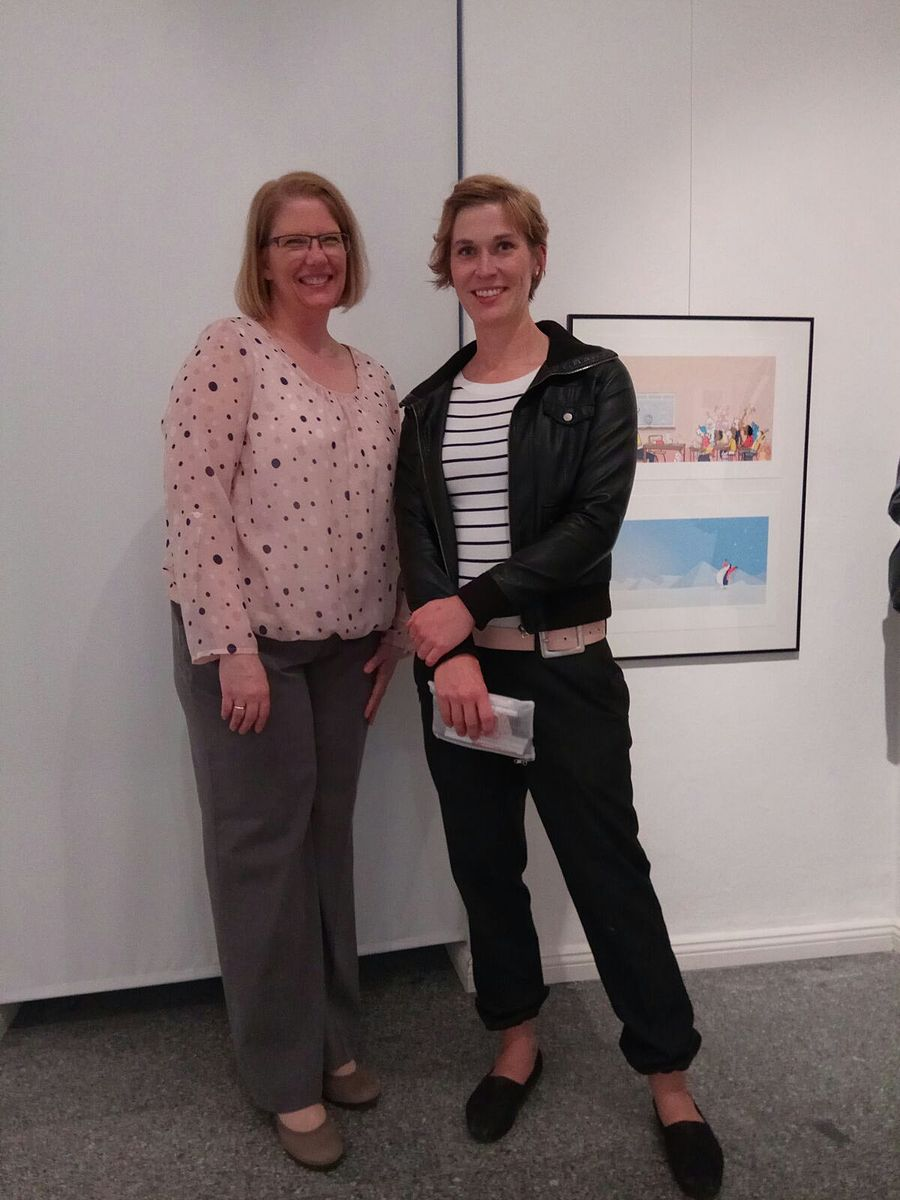
Lena Hesse (r.) und die Verlegerin Kristy Koth von Edition Bilibri

Lena Christina Hesse (* 1981 in Frankenberg an der Eder) ist eine deutsche Illustratorin und Kinderbuchautorin.

## Biografie
Lena Hesse begann nach dem Abitur eine Ausbildung zur Mediengestalterin mit Schwerpunkt Printmedien und studierte im Anschluss Design an der Fachhochschule Münster bei Marcus Herrenberger und Hermann Dornhege. Ein Jahr studierte sie außerdem an der Escuela de Arte y Diseño in Valencia.
Hesse illustriert Bücher und schreibt Bilderbuchtexte für diverse Kinder- und Jugendbuchverlage. Darüber hinaus gestaltet sie Brettspiele für verschiedene Spieleverlage.
Sie lebt in Berlin.

## Werke

### Eigene Werke (Auswahl)
- Fred und Anabel. Eine Liebesgeschichte. Kinderbuchverlag Wolff, Frankfurt am Main 2010, ISBN 978-3-938766-34-7.
- Das kleine Wunder. Edition Bi:libri, München 2012, ISBN 978-3-19-569595-4.
- Drölf! Eine Schafgeschichte. (Text zusammen mit Philipp Winterberg), Verlag Jungbrunnen, Wien 2012, ISBN 978-3-7026-5858-8.
- Was Besonderes. Edition Bi:libri, München 2013, ISBN 978-3-190-09696-1.
- Eine Kiste Nichts. Edition Bi:libri, München 2015, ISBN 978-3-198-69596-8.
- Wie Papa (Text zusammen mit Philipp Winterberg). Edition Bi:libri, München 2016, ISBN 978-3-19-239597-0 (deutsch-englisch; weitere zweisprachige Ausgaben: französisch, griechisch, italienisch, russisch, spanisch, türkisch).
- Neulich am Südpol. Edition Bi:libri, München 2017, ISBN 978-3-193-39598-6.
- Kikeri-was? Edition Bi:libri, München 2018, ISBN 978-3-197-69598-3.
- Faultierrennen! Fischer Sauerländer, Frankfurt am Main 2020; ISBN 978-3-7373-5699-2.
- Hallo, ist hier hinten? G&G Verlag, Edition Nilpferd, Wien 2020, ISBN 978-3-7074-5234-1.
- Eine Kiste Irgendwas. Edition Bi:libri, München 2020, ISBN 978-3-197-89599-4.
- Bunt! Edition Bi:libri, München 2021, ISBN 978-3-197-69600-3.
- Das kleine Unsichtbar. G&G Verlag, Edition Nilpferd, Wien 2022, ISBN 978-3-7074-5282-2.

### Illustrationen fremder Werke (Auswahl)
- Karl Rühmann: Ole kann nicht schlafen. Aracari, Zürich 2011, ISBN 978-3-905945-01-0.
- Juma Kliebenstein: Finn auf heißer Spur. Oetinger, Hamburg 2013, ISBN 978-3-7891-0747-4.
- Sandra Hamer: 50 Dinge, die ich auf einer Wanderung machen kann. Aschendorff Verlag, Münster 2014, ISBN 978-3-4021-3074-2.
- Diverse Autoren: Das Hausbuch der schönsten Fabeln und Weisheitsgeschichten. Coppenrath, Münster 2015, ISBN 978-3-649-66692-9.
- Diverse Autoren: Kribbel Krabbel Mäuschen. Coppenrath, Münster 2016, ISBN 978-3-649-66921-0.
- Jutta Treiber: Der Angstdrache. Ueberreuter, Berlin 2016, ISBN 978-3-219-11707-3.
- Anna Woltz: Sonntag, Montag, Sternentag. Carlsen, Hamburg 2020.
- Margit Auer: Lenni im Weihnachtsglück. Carlsen, Hamburg 2020.
- Juli Zeh: Alle Jahre wieder. Carlsen, Hamburg 2020.
- Miriam Mann: Willkommen in der Wunder-Villa. Thienemann, Stuttgart 2021, ISBN 978-3-522-18541-7.
- Bella Berlin: Ida und der Berg im Funkelwald. Kindern chronische Krankheiten erklären. Carlsen, Hamburg 2021.
- Kristina Scharmacher-Schreiber: Was ist Zuhause? Beltz Verlag, 2021, ISBN 978-3-407-75650-3.
- Maria Hoek: Unsere bunte Straße. Oetinger, Hamburg 2023, ISBN 978-3-7512-0199-5.
- Hasnain Kazim: Zoff! Bumm! Bämm! Carlsen, Hamburg 2023.
- Katja Frixe, Hasnain Kazim: Dieses Buch will Spaß haben! Arena, 2023.
- Angelika Zahn: Was ist künstliche Intelligenz? Beltz Verlag, 2023.
- Juli Zeh, Elisa Hoven, Hasnain Kazim: Der war's. Carlsen, Hamburg 2023.

### Sonstige Projekte
- Illustration des Musikvideos Ich schaff' das schon (Meikes Lied) von Rolf Zuckowski[3]
- Fred und Anabel wurde 2020 im Theater Erfurt als Vorlesetheater mit musikalischer Begleitung aufgeführt.[4]
- Fred und Anabel wurde von 2011 bis 2018 im Schauspielhaus Bochum als Puppentheaterstück aufgeführt. Regie führte Martina van Boxen.[5] Seit 2018 wird es unter gleicher Besetzung von der Jungen Bühne Bochum (JUBB) aufgeführt.[6]
- Fred und Anabel als Zeichentrickfilm, 2014. Regie führte Ralf Kukula.[7]
- Die Bücher Eine Kiste Nichts, Das kleine Wunder und Was Besonderes wurden vom Gehörlosenverband München und Umland e. V. (GMU) in deutsche Gebärdensprache übersetzt und sind als animierte Bilderbücher in Gebärdensprache auf Youtube frei verfügbar.[8][9][10]

## Ausstellungen
- 2014: Kleine Wunder – Krameramtshaus im Haus der Niederlande, Münster[11]
- 2015: Anders als geplant – Gemeinschaftsausstellung mit Diana Laube, Jana Kreisl und Frollein Motte in der Galerie Das kalte Herz, Berlin[12]
- 2016: Von Hasen und Hühnern – Sonderausstellung im Gellert-Museum Hainichen,[13] kuratiert von Angelika Fischer[14]
- 2017: Zeichnen und Wunder – Pelkovenschlössl, München[15]
- 2018: Il Bambino Spettatore – Gruppenausstellung im Rahmen des Projektes Mapping – A map on the aesthetics of performing arts for early years.[16]

- 2020: Kinder haben Rechte – Digitale Ausstellung zusammen mit Walid Taher anlässlich des Weltkindertag mit Bildern zu den 10 wichtigsten Kinderrechten nach UN-Kinderrechtskonvention. Initiiert und kuratiert vom Goethe-Institut Alexandria.[17]
- 2021: Gruppenausstellung, u. a. mit Nele Brönner, im Bilderbuchmuseum in Troisdorf anlässlich des Troisdorfer Bilderbuchpreises mit Hallo, ist hier hinten?

## Preise und Stipendien
- 2018 Projektförderung durch die VG Bildkunst[18]
- 2020 Sonderstipendium der Senatsverwaltung für Kultur und Europa Berlin[19]
- 2021 Troisdorfer Bilderbuchpreis (3. Platz) für das Endlos-Bilderbuch Hallo, ist hier hinten? Warteschlangengeschichten
- 2021 Platz 5 bei der ARTParade, initiiert und finanziert durch Getränke Hoffmann[20]
- 2023 Aufnahme von »Das kleine Unsichtbar« in die Kollektion zum Österreichischen Kinder- und Jugendbuchpreis 2023 / Preis der Kinderjury[21]